# Castillo de Herstmonceux

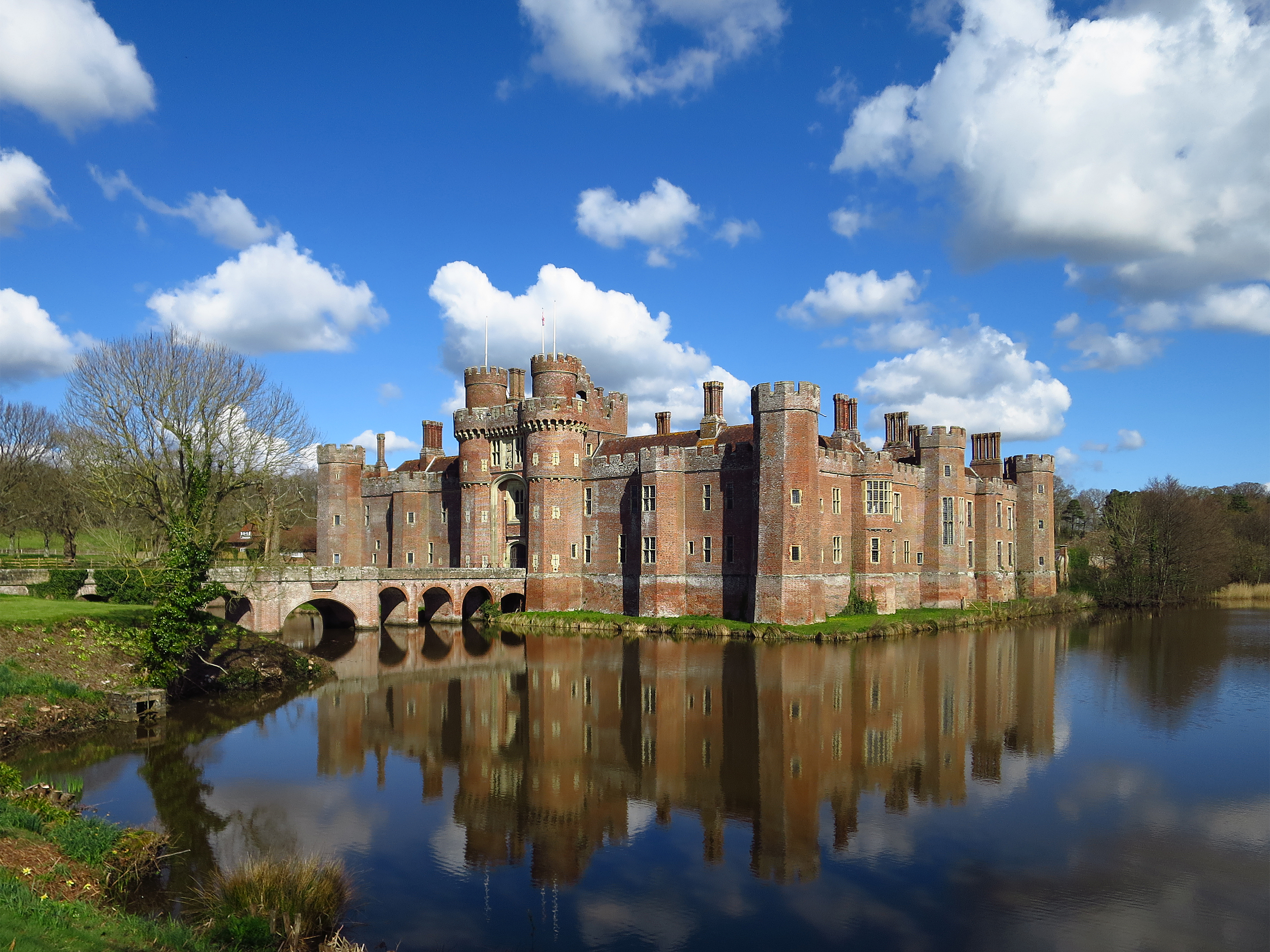
El Centro de Estudios Internacionales Bader de la Queen's University, Castillo de Herstmonceux.

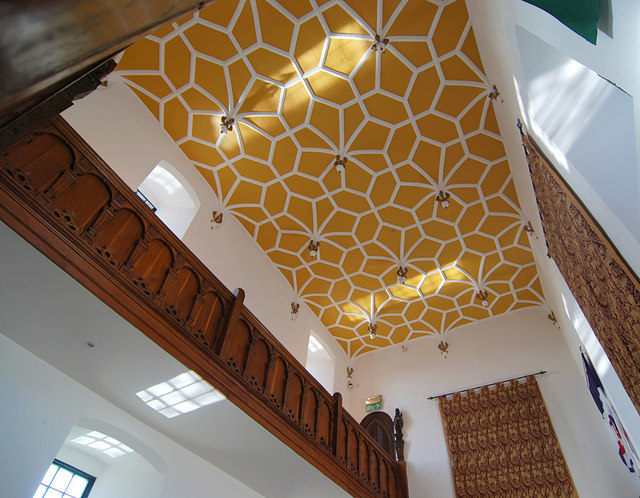
El cielorraso del Hall del Castillo de Herstmonceux.

El castillo de Herstmonceux es un castillo de ladrillos de la casa de Tudor construido en el siglo XV. Se encuentra ubicado cerca de Herstmonceux, Sussex del Este, Reino Unido. Es el edificio de ladrillo que se conserva en Inglaterra.
De 1957 a 1988 fue la sede del Real Observatorio de Greenwich. En el año 1993 la Queen's University compra el castillo y crea el Centro de Estudios Internacionales Bader (Bader International Study Centre Queen's University).